# Nupserha nyassensis
Nupserha nyassensis là một loài bọ cánh cứng trong họ Cerambycidae.